# Marc Pannek
Marc Pannek, pseudoniem van Marc Pannekoucke (Herzeeuw, 2 februari 1937 – Leuven, 25 april 2002), was een Belgisch kunstschilder en collagist. Zijn werk wordt gerekend tot de abstracte kunst.

## Biografie
Pannek groeide op in Ieper in een gezin met drie broers. Hun vader baatte een kledingzaak uit en ontwierp zelf kledij, voornamelijk uniformen. Gegrepen door de kunst ging Pannek studeren aan de Académie Saint-Luc te Doornik.
Rond 1960 verhuisde het gezin naar Middelkerke, waar Pannek zich als kunstenaar ontplooide. Hij kwam er in contact met kunstenaars uit de streek en stelde tentoon in verschillende galerijen in Oostende. Hij maakte deel uit van de kunstkring rond de in Duitsland geboren Tony Simon-Wolfskehl (1893-1991). Zij stimuleerde hem, bezorgde hem kopers en kocht zelf ook werken aan. Pannek kreeg ook regelmatig bezoek van prins Karel, graaf van Vlaanderen, die ook vaak werken van hem kocht.
Pannek hield een logboek bij over zijn werken en tentoonstellingen, het zogenaamde 'Pannek-boordjournaal', dat een overzicht biedt van zijn kunstcarrière.